# Atlántida
Atlántida (en griego antiguo Ἀτλαντίς νῆσος, Atlantís nēsos, ‘isla de Atlas’) es el nombre de una isla mítica mencionada y descrita en los diálogos Timeo y Critias, textos del filósofo griego Platón.
En dichos diálogos, la isla aparece como una potencia militar que existió nueve mil años antes de la época del legislador ateniense Solón, quien, según Platón, es la fuente del relato. Se encontraba «más allá de las Columnas de Hércules» y se la describe como «más grande que Libia y Asia Menor juntas».
El poderío de la Atlántida fue tal que llegó a dominar el suroeste de Europa y el norte del África, hasta ser detenida por la ciudad de Atenas. En ese mismo momento una catástrofe, que no se describe, hizo desaparecer a la vez la isla y los ejércitos rivales, «en un solo día y una noche terrible». El mar donde estuviera la Atlántida se tornó innavegable a causa de los bajíos, en tanto que Atenas y los pueblos de Grecia olvidaron el suceso, pues solo unos pocos sobrevivieron. En Egipto, en cambio, se preservó el recuerdo que, miles de años más tarde, llegó a conocimiento de Solón y, a partir de sus relatos y un manuscrito, a Critias, el narrador.
La descripción detallada de la isla y la mención de que se trata de «una historia verdadera» llevó a muchos investigadores a proponer diversas conjeturas sobre su localización y existencia. Del mismo modo, el hecho de que la fuente sea una tradición no comprobada y la evidencia de que en los diálogos se hace uso de la ironía, hizo que otros estudios considerasen a la historia como una invención literaria destinada a expresar ciertas ideas políticas de Platón.
Durante la Antigüedad y la Edad Media prevaleció la interpretación del relato como una alegoría, pero a partir de la Edad Moderna y, especialmente desde la segunda mitad del siglo XIX, durante el Romanticismo, se multiplicaron las hipótesis sobre la Atlántida, identificándola con diversas culturas del pasado o con la cuna de la civilización.
La investigación moderna, no obstante, ha comprobado que no existen las supuestas fuentes egipcias del relato y que la narración presenta anacronismos y datos imposibles, lo cual lleva a descartarla como histórica. Algunos investigadores, sin embargo, admiten la posibilidad de que el mito haya sido inspirado en un fondo de realidad histórica vinculado a algún desastre natural.

## Relato de Platón

### TimeoyCritias
Las fuentes del relato de la Atlántida son el Timeo y el Critias, diálogos escritos por el filósofo griego Platón. En ellos, Critias, discípulo de Sócrates, cuenta una historia que de niño escuchó de su abuelo y que este, a su vez, supo de Solón, el venerado legislador ateniense, a quien se la habían contado sacerdotes egipcios en Sais, ciudad del delta del Nilo. La historia, que Critias afirma verdadera, se remonta en el tiempo a nueve mil años antes de la época de Solón, para narrar cómo los atenienses detuvieron el avance del imperio de los atlantes, belicosos habitantes de una gran isla llamada Atlántida, situada más allá de las Columnas de Hércules, que desapareció en el mar a causa de una violenta catástrofe y un gran diluvio tras la victoria ateniense.
En el Timeo, Critias habla de la Atlántida en el contexto de un debate acerca de la sociedad ideal. Cuenta cómo llegó a enterarse de la historia y cómo fue que Solón la escuchó de los sacerdotes egipcios. Refiere la situación de la isla y la extensión de sus dominios en el mar Mediterráneo, la heroica victoria de los atenienses y, finalmente, cómo desapareció, anegada por el mar y cubierta por grandes masas de lodo. 
Favorecida por Poseidón, la isla de Atlántida era abundante en recursos. Había toda clase de minerales, destacando el oricalco (cobre de montaña) más valioso que el oro para los atlantes y con usos religiosos (se especula que el relato hace referencia a una aleación natural del cobre). También había grandes bosques que proporcionaban ilimitada madera; numerosos animales, domésticos y salvajes, especialmente elefantes; copiosos y variados alimentos provenientes de la tierra.
En el Critias, el relato se centra en la historia, geografía, organización y gobierno de la Atlántida, para luego comenzar a narrar cómo fue que los dioses decidieron castigar a los atlantes por su soberbia, momento en el que el relato se interrumpe abruptamente, quedando la historia inconclusa.

### Descripción de la isla
Según Platón, los egipcios describían la Atlántida como una isla escarpada, a excepción de una gran llanura de forma oblonga, situada en la parte meridional, que se extendía en una dirección tres mil estadios [unos 555 km], pero que en su parte central, hacia el interior, tenía dos mil estadios [unos 370 km]. A mitad de la longitud de la llanura, el relato menciona una montaña baja en todas sus partes, distante 50 estadios (9 kilómetros) del mar, y destaca que allí fue donde se asentó uno de los primeros habitantes de la isla, Evenor, uno de los hombres que había nacido de la tierra.
Según el Critias, Evenor tuvo una hija llamada Clito. Cuenta este escrito que Poseidón era el amo y señor de las tierras atlantes, puesto que, cuando los dioses se habían repartido el mundo, la suerte había querido que a Poseidón le correspondiera, entre otros lugares, la Atlántida. He aquí la razón de su gran influencia en esta isla. Este dios se enamoró de Clito y para protegerla, o mantenerla cautiva, creó tres anillos de agua en torno de la montaña que habitaba su amada. La pareja tuvo diez hijos, para los cuales el dios dividió la isla en diez reinos respectivos. Al hijo mayor, Atlas o Atlante, le entregó el reino que comprendía la montaña rodeada de círculos de agua, dándole, además, autoridad sobre sus hermanos. En honor a Atlas, la isla entera fue llamada Atlántida y el mar que la circundaba, Atlántico. Su hermano gemelo se llamaba Gadiro (Eumelo en griego) y gobernaba el extremo de la isla que se extendía desde las Columnas de Hércules hasta la región que por derivación de su nombre se denominaba Gadírica.
Tal prosperidad dio a los atlantes el impulso para construir grandes obras. Edificaron sobre la montaña rodeada de círculos de agua una espléndida acrópolis plena de notables edificios, entre los que destacaban el Palacio Real y el templo de Poseidón. Construyeron un gran canal, de 50 estadios de longitud, para comunicar la costa con el anillo de agua exterior que rodeaba la metrópolis; y otro menor y cubierto, para conectar el anillo exterior con la ciudadela. Cada viaje hacia la ciudad era vigilado desde puertas y torres, y cada anillo estaba rodeado por un muro. Los muros estaban hechos de roca roja, blanca y negra sacada de los fosos, y recubiertos de latón, estaño y oricalco. Finalmente, cavaron, alrededor de la llanura oblonga, una gigantesca fosa a partir de la cual crearon una red de canales rectos que irrigaban todo el territorio de la planicie.

### Caída del imperio atlante

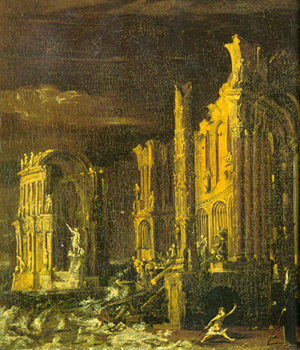
La caída de la Atlántida, por François de Nomé (siglo).

Los reinos de la Atlántida formaban una confederación gobernada a través de leyes, las cuales se encontraban escritas en una columna de oricalco, en el Templo de Poseidón. Las principales leyes eran aquellas que disponían que los distintos reyes debían ayudarse mutuamente, no atacarse unos a otros y tomar las decisiones concernientes a la guerra, y otras actividades comunes, por consenso y bajo la dirección de la estirpe de Atlas. Alternadamente, cada cinco y seis años, los reyes se reunían para tomar acuerdos y para juzgar y sancionar a quienes de entre ellos habían incumplido las normas que los vinculaban.
La justicia y la virtud eran propios del gobierno de la Atlántida, pero cuando la naturaleza divina de los reyes descendientes de Poseidón se vio disminuida, la soberbia y las ansias de dominación se volvieron características de los atlantes. Según el Timeo, comenzaron una política de expansión que los llevó a controlar los pueblos de Libia hasta Egipto y de Europa, hasta Tirrenia. Cuando trataron de someter a Grecia y Egipto, fueron derrotados por los atenienses.
El Critias señala que los dioses decidieron castigar a los atlantes por su soberbia, pero el relato se interrumpe en el momento en que Zeus y los demás dioses se reúnen para determinar la sanción. Sin embargo, habitualmente se suele asumir que el castigo fue un gran terremoto y la subsiguiente inundación, que hizo desaparecer la isla en el mar, « en un día y una noche terribles», según señala el diálogo en Timeo.

## Interpretaciones del relato de Platón

### En la Antigüedad y la Edad Media
Se conservan algunos párrafos de escritores antiguos que aluden a los escritos de Platón sobre la Atlántida. Estrabón, en el siglo I a. C., parece compartir la opinión de Posidonio (c. 135-51 a. C.) acerca de que el relato de Platón no era una ficción. Un siglo más tarde, Plinio el Viejo señala en su Historia Natural que, de dar crédito a Platón, se debería asumir que el océano Atlántico se llevó en el pasado extensas tierras. Por su parte, Plutarco, en el siglo II, menciona los nombres de los sacerdotes egipcios que habrían relatado a Solón la historia de la Atlántida: Sonkhis de Sais y Psenophis de Heliópolis, desconocidos por otras fuentes. En el siglo V, comentando el Timeo, Proclo refiere que los nombres citados son erróneos y que los garantes de la historia serían el sacerdote Pateneit, en Heliópolis y Etemón de Sebennitos, cuyos escritos vio Crantor (aprox. 340-290 a. C.), filósofo de la Academia de Atenas, cuando viajó a Egipto. El texto de Proclo, sin embargo, es lo suficientemente ambiguo como para pensar que, en realidad, quien vio las estelas fue Platón y que Proclo no se pronuncia sobre la veracidad de esta historia.
Diodoro Sículo, menciona una isla en el Atlántico, de gran feracidad, descubierta por los cartagineses, a la cual nunca llama Atlántida. Además menciona extensamente y, sin relacionarlos con ella, a los atlantes, una tribu libia. Claudio Eliano nombra de pasada a la Atlántida, mientras que Teopompo lo hace de manera paródica (Meropis).
En la Edad Media, Eustacio de Tesalónica, menciona a la Atlántida en su comentario a la obra de Dionisio Periegeta. Es la única opinión erudita sobre la isla, ya que la historia, si bien conocida, no llamó mayormente la atención. Al mismo tiempo, leyendas basadas en supuestas tierras en el Atlántico, como la isla de San Brandán o Hy Brasil, tomaron elementos de la Atlántida y dieron origen a la creencia en la isla Antilia.

### En la Edad Moderna

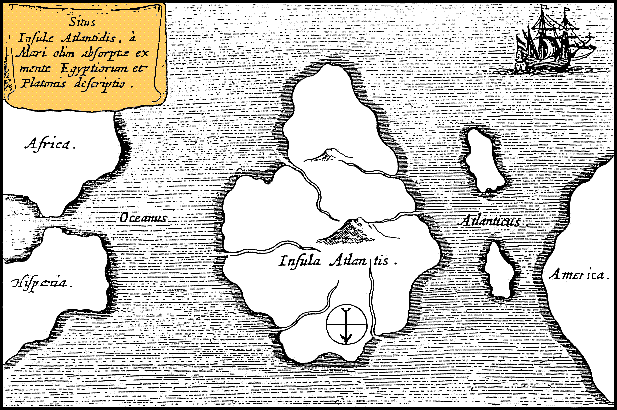
Mapa de Athanasius Kircher que muestra un supuesto enclave de la Atlántida. (Mundus Subterraneus, 1669). Mapa orientado con el sur arriba.

En el Renacimiento, la leyenda fue recuperada por los humanistas, quienes la consideran a veces como vestigio de una sabiduría geográfica olvidada, pero también como símbolo de un porvenir utópico. El escritor mexicano Alfonso Reyes Ochoa afirma que la Atlántida, así resucitada por los humanistas, trabajó por el descubrimiento de América. Francisco López de Gómara en su Historia General de las Indias, de 1552, afirma que Colón pudo haber estado influido por la leyenda atlántida y ve en la voz náhuatl atl (agua) un indicio de vínculo entre aztecas y atlantes. Durante los siglos XVI y XVII, varias islas (Azores, Canarias, Antillas, etc.) figuraron en los mapas como restos del continente perdido. En 1626, el filósofo inglés Francis Bacon publicó La Nueva Atlántida (The New Atlantis), utopía en pro de un mundo basado en los principios de la razón y el progreso científico y técnico. En España, en 1673, el cronista José Pellicer de Ossau identifica la Atlántida con la península ibérica, asociando a los atlantes con los misteriosos tartesios.

### En la Edad Contemporánea
Las conjeturas que postulaban la existencia de la Atlántida como el «continente perdido» fueron invalidadas por la comprobación del fenómeno de la deriva continental durante los años 1950. Por ello, algunas de las hipótesis modernas proponen que algunos de los elementos de la historia de Platón se derivan de mitos anteriores o se refieren a lugares ya conocidos. El consenso entre los expertos en filosofía platónica e historia antigua es que el relato de la Atlántida es una historia ficticia, compuesta al modo de las narraciones de Heródoto, para ilustrar las ideas políticas de Platón.

#### Ignatius Donnelly

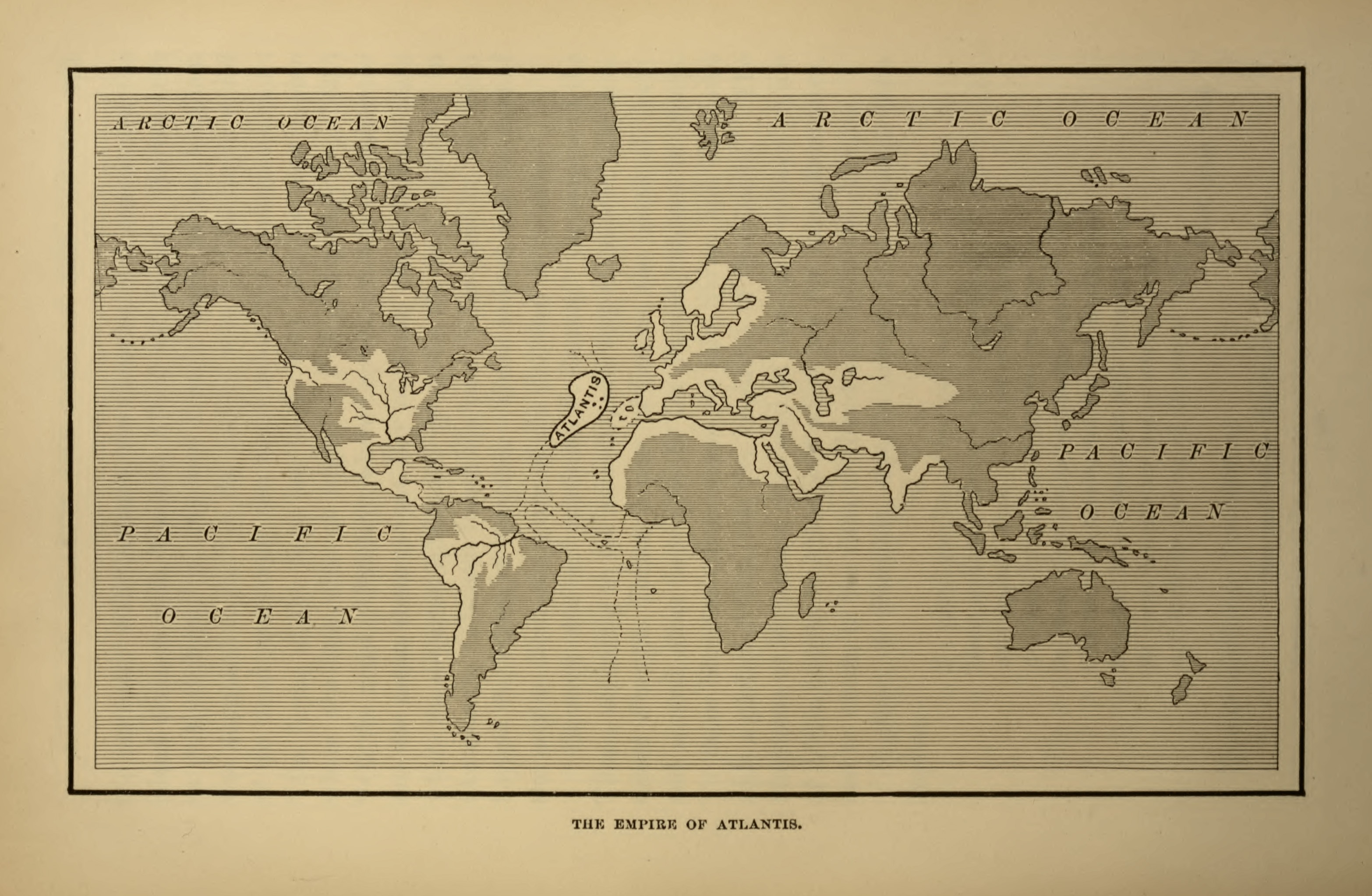
Mapa en Atlantis: The Antediluvian World (1882), de Ignatius Donnelly.

En la segunda mitad del siglo XIX, el mito de la Atlántida empezó a difundirse y aumentar su popularidad. En 1869, Julio Verne escribió Veinte mil leguas de viaje submarino, novela que en su capítulo IX describe un encuentro de los protagonistas con los restos de una sumergida Atlántida. Tiempo después, en 1883, Ignatius Donnelly, congresista estadounidense, publicaría Atlántida: el mundo antediluviano (Atlantis: The Antediluvian World). En dicha obra, Donnelly, a partir de las semejanzas que aprecia entre las culturas egipcia y mesoamericana, hacía converger, de modo muchas veces caprichoso, una serie de antecedentes y observaciones que lo llevan a concluir que hubo una región, desaparecida, que fue el origen de toda civilización humana (véase difusionismo) y cuyo eco habría perdurado en la leyenda de la Atlántida. El libro de Donnelly tuvo gran acogida de público, en una época en que su hipótesis pareció seductoramente verosímil, hasta el punto que el gobierno británico organizó una expedición a las islas Azores, lugar donde el escritor situaba la Atlántida. Los sucesivos avances en el conocimiento le hicieron perder verosimilitud, y la última edición fue en 1976.

#### Atlántida esotérica

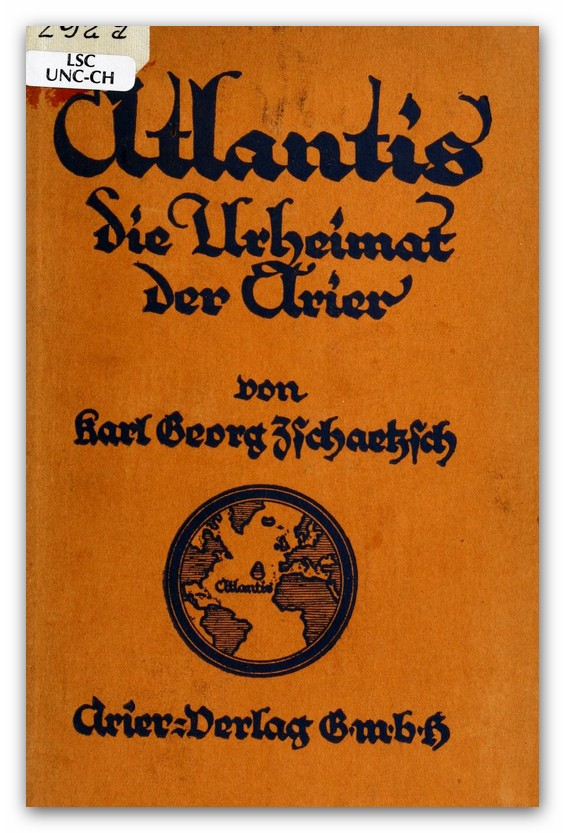
Portada de Atlantis: Die Urheimat der Arier (1922), de Zschaetzsch.

El éxito de Donnelly motivó a los autores más diversos a plantear sus propias teorías. En 1888, la ocultista Madame Blavatsky publicó La Doctrina Secreta. Allí aludía al El Libro de Dzyan un supuesto documento tibetano cuyo origen remoto estaría en la Atlántida. Según Blavatsky, los atlantes habrían sido una raza de humanos anterior a la nuestra, cuya civilización habría alcanzado un notable desarrollo científico y espiritual.[cita requerida] Los escritos de Blavatsky describen a los atlantes como personas de piel morena y como los ancestros de los modernos pueblos mongólicos e indígenas americanos.
La Sociedad Thule estudió la Atlántida. En este contexto de misticismo nazi y racismo «ario», además de Karl Georg Zschaetzsch con su libro Atlantis: Die Urheimat der Arier (1922) y Alfred Rosenberg, que aludiría a la Atlántida en su Der Mythus des zwanzigsten Jahrhunderts (1930), Heinrich Himmler habría organizado en 1938 una serie de expediciones a distintos lugares del mundo en busca de los antepasados atlantes de la raza aria.
Herman Wirth propuso teorías en torno a la Atlántida, continente cuyos habitantes habrían tenido que abandonar. Estos atlantes emigrados se habrían instalado en alguna región del norte de Europa, relacionando Wirth a estos con la mítica Hiperbórea y con los ingaevones. El tradicionalista y ocultista italiano Julius Evola también introduciría a la Atlántida en sus doctrinas raciales, aludiendo a mestizajes entre atlantes y razas sureñas y atribuyendo a estas últimas influencias decadentes.
En 1940, el médium estadounidense Edgar Cayce hace descripciones de la atlántica en sus lecturas, toma como base el relato existente de Platón y lo amplía con nuevos detalles como que la civilización atlante se regía bajo un gobierno teocrático llamado Ley del Uno, la civilización tenía una tecnología avanzada basado en cristales de cuarzo, que a su vez dependía de un Gran Cristal; sin embargo los líderes atlantes abusaron del poder de este Gran Cristal que llevó a la extinción bajo las aguas, los sobrevivientes llegaron a Egipto donde guardaron su conocimiento dentro de la Esfinge. Cayce predice que en 1968 la Atlántida volverá a la superficie frente a las costas de Florida. Un año después de esa fecha, en 1969, se descubre una formación rocosa sumergida en las aguas de la isla de Bimini, Bahamas, a unos 80 km al este de Miami. Esta estructura, llamada Carretera de Bimini o Muro de Bimini, fue considerada como un resto de la isla desaparecida, alegándose que cumplía la predicción de Cayce. Sin embargo, los expertos geólogos sostienen que se trata de una formación natural conocida como roca de playa.
El escritor español Fernando Sánchez Dragó en su obra "Gárgoris y Habidis.Una historia mágica de España" trata de demostrar la existencia real de la Atlántida.

#### Atlántida minoica

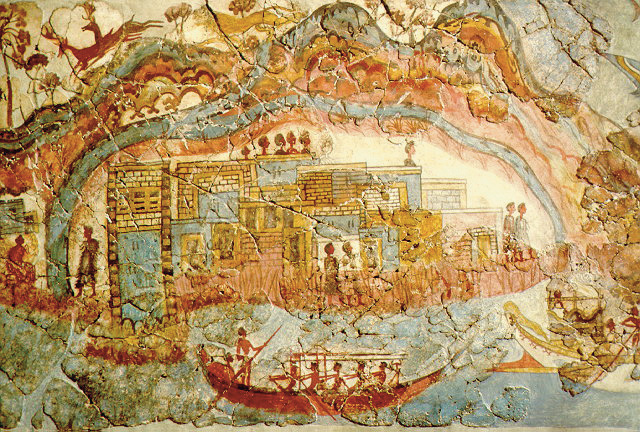
Escena de Akrotiri, capital de Thera.

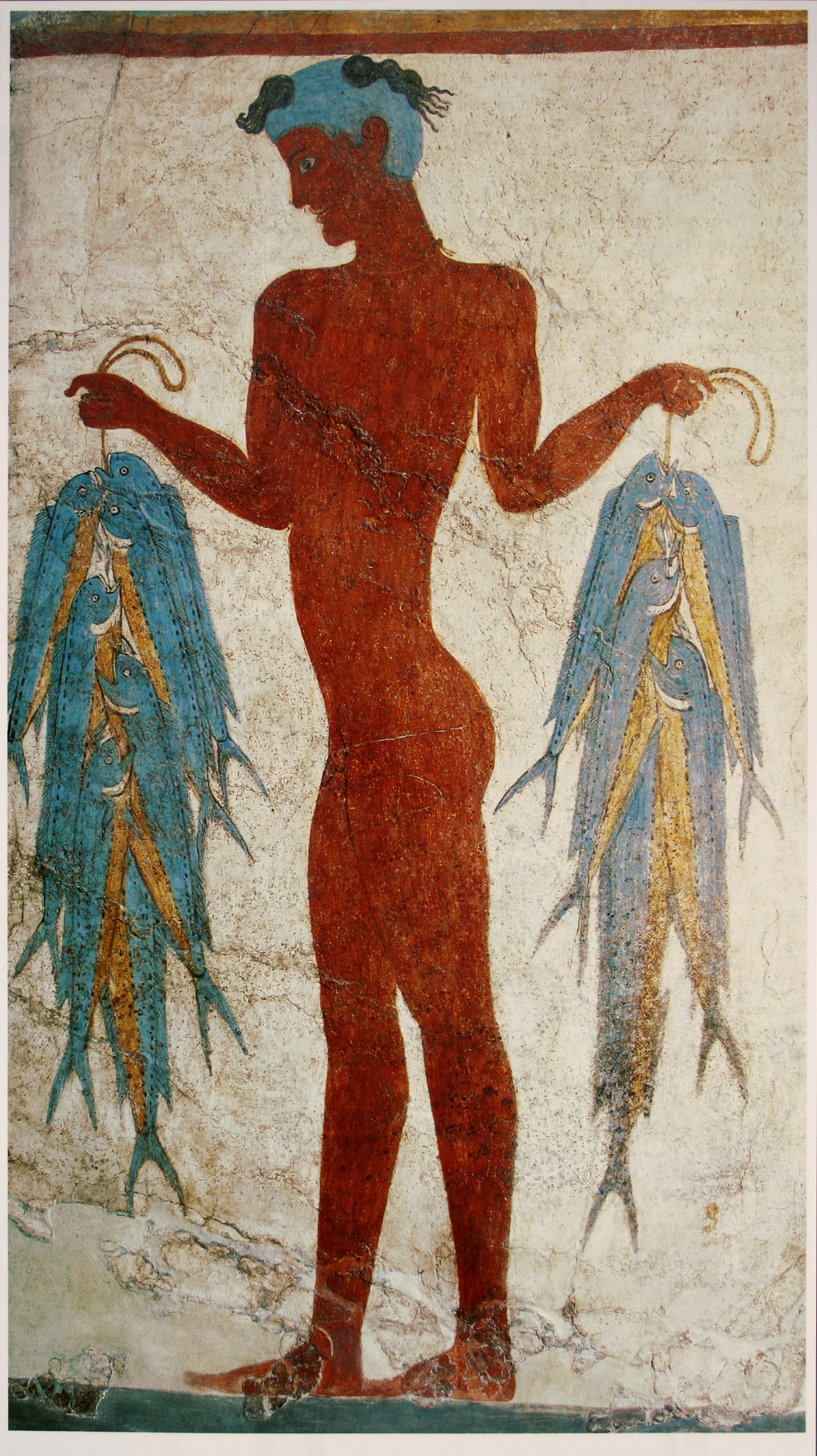
Pescador de Akrotiri.

Al margen de lo esotérico, el impulso generado por la obra de Donnelly motivó numerosos historiadores y arqueólogos, tanto profesionales como aficionados, quienes durante el siglo XX desarrollaron diversas conjeturas sobre el emplazamiento de la Atlántida, asociando a los atlantes con diferentes culturas de la Antigüedad. Es así como en 1913, el británico K. T. Frost sugiere que el imperio minoico (o cretense), conocido de los egipcios, poderoso y posiblemente opresor de la Grecia primitiva, habría sido el antecedente fáctico de la leyenda atlántida.
En 1938, el arqueólogo griego Spyridon Marinatos plantea que el fin de la civilización cretense, a causa de la erupción del volcán de Santorini, antiguamente llamada Thera, cuya capital era Akrotiri, podría ser el fondo histórico de la leyenda. La idea de Marinatos fue desarrollada por el sismólogo Angelos Galanopoulos, quien en 1960 publicó un artículo donde relaciona la tesis cretense con los textos de Platón. Si bien el propio Marinatos siempre sostuvo que se trataba de una simple especulación, la hipótesis de la Atlántida cretense ha tenido amplia aceptación y captado muchos seguidores, entre los que se cuenta el fallecido oceanógrafo francés Jacques Cousteau.
Entre el 1628 y el 1627 A.C., la erupción del volcán terminó con una gigantesca explosión de caldera, del mismo tipo que la de Krakatoa (Indonesia) de 1883. Como efecto de la explosión la isla perdió buena parte de su superficie, y se desencadenó un maremoto que asoló el Mediterráneo Oriental, provocando, supuestamente, una grave crisis de la civilización minoica de Creta. Parece que la población encontró tiempo suficiente para evacuar la isla, llevándose muchos de sus bienes muebles. Marinatos popularizó la idea de que la explosión prehistórica de Tera-Santorini está en el origen del mito de la Atlántida.
La explosión fue muy intensa y la emisión de polvo oscureció la atmósfera lo suficiente como para que el hecho fuera observado en China. El enfriamiento del clima ha quedado registrado en anillos de los árboles incluso en Canadá. En Egipto, una inscripción del faraón Ahmosis conocida como la Estela de la Tormenta parece referirse a este hecho; si bien se han propuesto otras interpretaciones.

#### Atlántida en el sur de la península ibérica
El primero en postular a la península ibérica, en específico Tartessos, como lugar de emplazamiento de la Atlántida fue José Pellicer de Ossau, en su libro Aparato a la Monarquía Antigua de las Españas, publicado en 1673. Por su parte, en 1922, el arqueólogo alemán Adolf Schulten retomó y popularizó la idea de que Tartessos fue la Atlántida, hipótesis que tomó de los historiadores españoles Francisco Fernández y González (finales del s. XIX) y su hijo, Juan Fernández Amador de los Ríos (1919). Este hecho también lo sostenía el escritor Fernando Sánchez Dragó.
En 2005, Marc-Andre Gutscher, geólogo marino del Instituto Universitario Europeo del Mar, en Plouzané, Francia, publicó un artículo en la revista científica Geology en el que analizaba Espartel, una isla sumergida al oeste del estrecho de Gibraltar, y la posibilidad de que esta fuera destruida por un fuerte terremoto y tsunami posterior hace unos 12 000 años y sus hipotéticas relaciones con la Atlántida descrita por Platón.
En 2005, un equipo multidisciplinar de investigadores del CSIC (Juan José Villarias Robles, Sebastián Celestino Pérez y Ángel León) y de la Universidad de Huelva (Antonio Rodríguez Ramírez), en el marco del denominado Proyecto "Contrastación de la hipótesis de Wickboldt-Kühne",  estudiaron sobre el terreno si las formas geométricas que se advertían en las imágenes de 1996 del Espacio Natural de Doñana obtenidas desde el satélite indio IRS y señaladas por los investigadores alemanes Werner Wickboldt y Rainer W. Kühne y las que el escritor hispanocubano Georgeos Díaz-Montexano aportó –públicamente– a Rainer Kühne en el 2003 en el foro Atlantis Rising, se correspondían con un yacimiento arqueológico de importancia tal como la Atlántida o Tartessos. Los resultados de las pruebas realizadas (georradar, tomografía, sondeos, catas sedimentológicas) entre 2005 y 2010 indicaron que bajo Doñana "hasta 12 metros de profundidad no hay absolutamente nada", tal y como explica en una entrevista Sebastián Celestino Pérez, investigador del CSIC.
En 2011, la cadena National Geographic realizó un documental titulado En busca de la Atlántida, basado en las investigaciones realizadas en 2004 por el investigador estadounidense Richard Freund, en el que sitúa el parque de Doñana(Huelva) como la posible localización de esta mítica ciudad perdida.

#### Atlántida en América
En 1999 el investigador Jim Allen aseguró encontrar pruebas de la pérdida isla en el altiplano de Bolivia, en Pampa Aullagas del Departamento de Oruro. Su hipótesis se apoya en varias fuentes y resultados de investigaciones respecto a la formación mineralógica de las montañas que rodean al Altiplano, y la correspondencia entre la planicie rectangular del Altiplano al lado del lago Poopó y la descripción de la planicie rectangular dada por Platón. Además Allen mantiene que el cerro volcánico en Pampa Aullagas  corresponde a la capital de la Atlántida con sus anillos concéntricos y dice que la leyenda griega tuvo su origen en una supuesta leyenda andina: «La Leyenda del Desaguadero», que menciona una ciudad castigada por los dioses y sumergida bajo un lago. El investigador sostiene que la ciudad de Tihuanaco originalmente fue parte de la Atlántida, y también los resultados de la expedición Akakor realizada en el lago Titicaca en 1999, cuyo cometido era buscar la homónima ciudad sumergida en dicho lago. Asimismo, considera fiable la teoría de Arthur Posnansky, cuyas conclusiones no concuerdan con los datos arqueológicos, quien propuso una antigüedad de alrededor de quince mil años para las ruinas de Tihuanaco; aunque está establecido que dicha ciudad fue erigida mucho tiempo después. Sin embargo, el arqueólogo Antonio Sagárnaga ha rechazado estas hipótesis señalando, entre otros aspectos, que los círculos concéntricos de Pampa Aullagas son formaciones geológicas naturales y no fueron hechas por el hombre; además considera que Jim Allen cae dentro de la categoría de los investigadores que fuerzan conceptos y combinan datos de distintas culturas sin criterios sólidos con el único fin de que sus teorías sean más creíbles.

#### Falsa ubicación de la Atlántida en Google Ocean
En febrero de 2009, el periódico The Telegraph, del Reino Unido, publicó un artículo insinuando que usando Google Ocean (una extensión de Google Earth) se podía ver un misterioso rectángulo bajo el mar en el océano Atlántico en las coordenadas 35°15′15″N 24°15′30.53″O / 35.25417, -24.2584806. Inmediatamente, fanáticos de la Atlántida comenzaron a especular, asegurando que la imagen correspondía a la ciudad hundida. Google afirmó que la imagen correspondía a un típico error de procesamiento de imagen en el momento en que se recolectaron los datos de batimetría de varios sonares de botes en la zona.

### Congresos de las hipótesis sobre la Atlántida
En julio de 2005 se celebró en la isla griega de Milos el primer congreso de las hipótesis sobre la Atlántida, donde los participantes expusieron sus tesis sobre la base histórico-geográfica del relato de la Atlántida reflejado en los diálogos de Platón. Como resultado del congreso, se elaboró una lista de 24 criterios para la localización de la Atlántida. Se convocaría un segundo encuentro en Atenas en noviembre de 2008 y un tercero en Santorini en el año 2010.

El objetivo del congreso no es "establecer si la Atlántida existió o no, ni de localizarla de una vez por todas, lo que sería presuntuoso para una historia vieja de más de 2.500 años", sino más bien "pasar revista a las hipótesis y censar los eventuales índices confiables", explicó a la AFP Pavilidis, al inaugurarse el evento el lunes.
El Tiempo.com, Atenas/AFP

### Críticas a las hipótesis sobre la Atlántida
Ante la cantidad de sitios propuestos como el emplazamiento de la isla, el periodista escéptico Michael Shermer, fundador de la Skeptics Society, sostiene que las hipótesis sobre la situación de la isla Atlántida tienen defectos de fondo y forma. Por ello, Shermer rechaza en general las distintas conjeturas, y en particular el supuesto descubrimiento de la Atlántida en el sur de España por el investigador alemán Rainer Kühne; y señala que el mito de la Atlántida propuesto por Platón recoge su percepción acerca del costo de la guerra en lo económico y social, derivado de su observación del conflicto armado entre los siracusanos y los cartagineses. Este relato presentaría un mensaje moral alrededor de una sociedad que al hacerse rica se torna belicosa y corrupta, y por ello es destruida por un castigo divino.
Dicha postura, en general, coincide con los estudiosos del pensamiento platónico, quienes proponen que Platón simplemente elabora un relato mítico con base en hechos y localizaciones reales de la época tomando elementos de las descripciones etnográficas de Heródoto. Al respecto, no debe olvidarse que el propio Platón recomienda, en su estudio de la polis ideal, el uso de una noble falsedad para poder discutir y consolidar el sistema político ideal.

## Atlántida en el arte y la cultura popular

### Literatura
Atlántida es mencionada por primera vez en obras de ficción en la novela Veinte mil leguas de viaje submarino (1870) de Julio Verne. Allí los protagonistas visitan las ruinas de una ciudad sumergida, capital del imperio desaparecido, en el fondo del Atlántico.  
En 1877, el poeta catalán Jacinto Verdaguer publica L'Atlàntida, poema que relata la historia de la isla narrada por un ermitaño a Cristóbal Colón, quien se inspira en ella para viajar en busca del Nuevo Mundo.
Años después la novelista Elizabeth Birkmaier escribe Poseidon's Paradise: the Romance of Atlantis (1892), donde se describe el hundimiento de la isla, tema que retoma Cutcliffe Hyne en el cuento The Lost Continent: The Story of Atlantis, publicado en 1899. 
Desde el siglo XX, el tema se ha tratado numerosas veces, entre las que se destacan: 
- L'Atlantide de Pierre Benoit, (1919), donde la Atlántida se halla en medio del Sahara.
- «El templo» (1920) cuento de H. P. Lovecraft narra la historia de un submarino alemán que se hunde hasta el fondo del océano después de una batalla de la Primera Guerra Mundial y descubre restos de la Atlántida.
- La novela de Alexander Beliaev, «El último hombre de la Atlántida», de 1926.
- La novela de ciencia ficción de Arthur Conan Doyle de 1929, The Maracot Deep, que describe el descubrimiento de los restos hundidos de la Atlántida por una expedición, la cual descubre que todavía está habitada por una sociedad de alta tecnología adaptada a la vida bajo el agua.
- En los cuentos de Robert E. Howard, uno de sus personajes, Kull, era un atlante.
- La novela de 1975 Romance of Atlantis de Taylor Caldwell.
- En El sobrino del mago (1955), de C. S. Lewis, Andrew, el tío de Digory Kirke, recibió de su madrina moribunda una caja con símbolos atlantes.
- La novela Mention My Name in Atlantis de John Jakes de 1972 ofrece una mirada satírica al mito de la Atlántida, narrado por un estafador atlante cuyo relato es manifiestamente poco confiable.
- El Silmarillion (1977) de JRR Tolkien incluye el relato Akallabêth adaptación a su legendarium de la historia de Atlántida, conocida como Númenor.
- La caída de la Atlántida (1987) de Marion Zimmer Bradley se relaciona con su serie Avalon , que cuenta la historia de cómo los antiguos druidas eran descendientes de los supervivientes de la Atlántida que desembarcaron en Gran Bretaña.
- La novela Raising Atlantis (2005) y sus secuelas de Thomas Greanias, la Atlántida se representa enterrada bajo el hielo de la Antártida.
- La novela corta Audubon in Atlantis de Harry Turtledove, ubica la historia en una ucronía donde la Atlántida es la porción oriental del continente norteamericano separada del mismo 85 millones de años atrás.

### Cine y televisión
En formato audiovisual se realizaron numerosas películas en las cuales aparece la Atlántida, entre ellas:
- 1961: Atlantis, el continente perdido, película donde se entrecruzan el género peplum con la ciencia ficción y relata la destrucción de la Atlántida desde el punto de vista de un pescador de la Antigua Grecia.
- 2001: Atlantis: El imperio perdido, película animada de Disney.
- 2003: Atlantis: El regreso de Milo es la secuela del anterior.
- 2018: Aquaman.
- 2017: El Resurgir de la Atlántida (documental).

### Textos de Platón sobre la Atlántida
- Timeo (v.)
- Traducción al español, en el sitio Filosofía; ed. de Patricio de Azcárate, 1871.
  - Texto de la edición de Azcárate, con su introducción; la obra, a partir de la pág. 19 de la reproducción electrónica, en PDF.
    - Trad. al inglés, con índice electrónico, en el Proyecto Perseus; en la parte superior derecha se encuentran los rótulos activos "focus" (para cambiar al texto griego) y "load" (para obtener el texto bilingüe).
      - Texto griego, en Wikisource.
        - ÁLVAREZ, Clara: Análisis morfológico y sintáctico de un fragmento del Timeo (24 e - 25 a: La Atlántida).
          - V. "Morfología del griego antiguo" y "Sintaxis del griego antiguo".
            - El fragmento en Wikisource.
            - El fragmento en el Proyecto Perseus: 24 e; 25 a. Puede emplearse el rótulo "load" inferior para obtener ayuda en inglés con el vocabulario griego del texto.

- Critias (v.)
  - Trad. al español, en el sitio de la Biblioteca de Clásicos Grecolatinos.
  - Trd. al español, en Scribd, con introducción; la obra, a partir de la pág. 14.
  - Texto, en PDF, de la traducción de 1872 de Patricio de Azcárate al español, con su introducción; la obra, a partir de la pág. 25 de la reproducción electrónica.
    - [http://www.perseus.tufts.edu/hopper/text?doc=Perseus%3Atext%3A1999.01.0180%3Atext%3DCriti. Trad. al inglés, en el Proyecto Perseus, con las características indicadas antes.
      - Texto griego, en Wikisource.

- Pasaje de Diodoro Sículo sobre una isla existente en el Atlántico, quizás una de las Canarias o de las Azores, o alguno de esos archipiélagos:
  - Diodoro de Sicilia, Libro Quinto, capítulo XIX.

### Colecciones de información sobre la Atlántida
- Atlantis-Scout.de: Colección multilingüe de artículos académicos, enlaces, vídeos, etc
- Atlantipedia.ie: Colección enciclopédica de información sobre la Atlántida

- Datos: Q25373
- Multimedia: Atlantis / Q25373